# Geblütsrecht
Das Geblütsrecht war insbesondere im Mittelalter das auf Grund der Zugehörigkeit zur Königsfamilie bestehende Anrecht auf die Thronfolge. Das Erbe oder die Herrschaft durfte die Blutsverwandtschaft möglichst nicht übergehen. Dabei ist das Geblütsrecht mehr sakral und sozial als rechtlich bestimmt, so dass es keinen durchsetzbaren Rechtsanspruch begründet hat. In Bezug auf das deutsche Königtum konnte sich das Prinzip des Geblütsrechts gegenüber der Königswahl nicht entscheidend durchsetzen. Ab dem 11. Jahrhundert wurde das Geblütsrecht mehr und mehr verdrängt.
Dagegen steigerte sich in den Landesherrschaften das Geblütsrecht sogar zum Erbrecht (Erbmonarchie). 